# Битка при Киберон
Битката в залива Киберон (на френски: Bataille de Cardinaux; на английски: Battle of Quiberon bay) е решителното морско сражение от Седемгодишната война. Състои се на 20 ноември 1759 г. край западните френски брегове, близо до Сен-Назер, между 24 английски и 21 френски линейни кораба. От английска страна главнокомандващ е адмирал Едуард Хоук, от френска – маршал Юбер дьо Конфлан. Сражението завършва с английска победа и лишава Франция не само от възможността да осъществи десант на Британските острови, но и от морското ѝ превъзходство изобщо. То има сериозни последици за френските отвъдморски територии.

## Англия срещу Франция в Седемгодишната война
Основната външнополитическа цел на Великобритания през ХVІІІ в. е да сломи френската и испанската морска сила и да отнеме постепенно най-ценните им колонии. Опитът да постигне това през Войната за австрийското наследство не успява: нито в бойните действия по море, нито в колониите. През мирния период от 1748 до 1756 г. в Европа се извършва огромна смяна на традиционните съюзи, известна като Дипломатическа революция. Англичаните привличат войнствената Прусия, докато французите формират мощна коалиция с възродената Австрия и Русия. Английското правителство се надява, че Прусия ще бъде негова „континентална шпага“ достатъчно дълго, за да сломи Франция по море. Началото на Седемгодишната война надхвърля неговите очаквания, защото Франция при Луи ХV не е онази сила от век по-рано, а и безотговорното влияние на мадам дьо Помпадур е довело до командните постове неспособни генерали. Франция търпи унизителни поражения при Росбах и Крефелд и трябва да преосмисли стратегията си за войната.
През 1758 г. властта там се съсредоточава в ръцете на херцог дьо Шоазьол, който е амбициран да възроди френската сила и да спечели войната. Под негово давление е подготвен план за инвазия в Англия и Шотландия. Френските кораби се съсредоточават в устието на Лоара, а англичаните блокират бреговете на Франция. През август 1759 г. опитът на средиземноморския френски флот да се прехвърли при останалите кораби е спрян от английската победа при Лагуш. И макар че това прави невъзможен десант в самата Англия, Шоазьол продължава да се надява, че нещо може да се получи в Шотландия. Традиционно северните части на Великобритания се тресат от недоволство и се вдигат на въстания, често в подкрепа на претендентите на Стюартите, тоест в съгласие с френските намерения.

## Ход на битката
Главнокомандващият френския флот в голямото пристанище Брест маршал Конфлан има прост план: да излезе в открито море срещу англичаните; ако ги победи, към него да се присъедини десантният флот, ако ли не, той ще остане непокътнат. Множество проблеми осуетяват намеренията му, най-вече – недостигът на обучени моряци, което се дължи на нехайството на министерството.
В средата на ноември 1759 г. настъпва лошо време, силен северен вятър вълнува морето. Хоук решава да прибере линейните кораби в Торбей, оставяйки няколко фрегати да следят движенията на французите. Научавайки това, Конфлан използва шанса. Той излиза в морето, но вместо да заеме позиции за битка в Ла Манша, се спуска на юг, към залива Киберон, където са десантните кораби.
Това, което изненадва Конфлан, е светкавичната реакция на англичаните. Хоук е изнервен от дългото чакане и смята да се бие на всяка цена. Освен това той знае, че в родината му не прощават слабостта и може да се изправи пред военен съд, ако бездейства. На 20 ноември ескадрата му застига французите пред самия залив Киберон. Втората изненада за французите е прекомерната решителност на английския адмирал. Въпреки вятъра и опасните вълни, въпреки плитчините, които англичаните не познават добре, Хоук дава сигнал за безогледна атака и лов на противникови кораби. Следобед се завързват отделни битки, в които огневите престрелки са последвани от абордажни схватки. До падането на вечерта французите изгубват пет линейни кораба, а останалите избягват в залива, зад прикритието на бреговата артилерия. Впоследствие те се измъкват на юг, към Рошфор. Два от английските кораби засядат в плитчините и по-късно са разрушени. Адмиралският кораб на Конфлан Солей Роял се оказва изолиран в съседния залив, така че е изтеглен на брега и изоставен.

## Последици
„След Киберон Франция не можеше да постигне вече нищо по море“, е убеждението на англичаните. Съдейки по изгубените кораби, поражението на французите не е толкова голямо, но като се има предвид разклатеният им боен дух, то има огромно въздействие. Не само че всякакви планове за десант са изоставени, но френските кораби не посмяват повече да излязат в морето през тази война. Всъщност те са обект на престъпно нехайство, изоставени да се рушат в пристанищата. Години по-късно Шоазьол започва кампания за набиране на средства от поданиците на Луи ХV, за да възстанови силата на френския флот.
За англичаните 1759 г. е Annus mirabilis, годината на чудесата. С една битка те постигат онова, което са искали още от времето на Славната революция – необезпокоявано господство по море и възможност да отнемат френските колонии. Към времето на битката те вече са завзели някои от френските крепости в Канада, включително и Квебек. Изключително належащата помощ на французите за спасяването на цяла Канада вече не може да се изпрати. На 8 септември 1760 г. англичаните превземат Монреал и с френската власт в Канада е свършено. Аналогични са събитията и в Индия. Там френското влияние е свито до 4 – 5 крепости, най-вече Пондишери, докато под английски контрол е половината индийски субконтинент.